# Rabby Nzingoula
Rabby Nzingoula (* 25. November 2005 in Lille) ist ein französisch-kongolesischer Fußballspieler, der aktuell als Leihgabe von Racing Straßburg beim HSC Montpellier in der Ligue 1 spielt.

## Karriere

### Verein
Nzingoula begann seine fußballerische Laufbahn im Oktober 2014 bei der US Grigny im Großraum Paris. Im Sommer 2020 wechselte er zur US Orléans in die Jugendakademie. Dort spielte er 2021/22 bereits einige Male im Championnat National U17 für die B-Junioren. Nach zwei Jahren in Orléans wechselte er im Sommer 2022 an die deutsche Grenze zu Racing Straßburg. Hier bestritt er in seiner ersten Spielzeit 12 Partien für die A-Junioren in der Liga und im Pokal und 14 Spiele für die Reservemannschaft der Herren in der National 3. Nach weiteren Einsätzen für jene Teams debütierte Nzingoula am 18. Februar 2024 (22. Spieltag) bei einer 1:3-Niederlage gegen den FC Lorient in der Ligue 1 für die Profimannschaft. Erst kurz vorm Saisonende 2023/24 unterzeichnete er seinen ersten Profivertrag bis 2027 bei den Elsässern. Insgesamt spielte er 2023/24 sechs Ligaspiele, wobei ihm eine Vorlage gelang. Ende August 2024 wurde Nzingoula an den Ligakonkurrenten HSC Montpellier verliehen, wo er bis zum Ende der Folgespielzeit spielen sollte. Dort konnte er genau einen Monat nach seiner Ankunft bei einer 1:2-Niederlage gegen die AS Monaco sein erstes Tor in der Ligue 1 erzielen.

### Nationalmannschaft
Nzingoula spielt seit November 2024 für das französische U20-Nationalteam.